# Gela Calcio
Gela Calcio – włoski klub sportowy mający swą siedzibę w Gela, na Sycylii. 

## Historia
Klub został założony w 1975 roku, a ponownie reaktywowany w 2006. W sezonie 2005-2006 klub grał w Serie C1/B, lecz w wyniku bankructwa został zdegradowany do Serie C2/C.